# Vesris
Vesris (dansk) eller Weesries (tysk) er navnet på en gade og et skovområde beliggende sydvest for landsbyen Ves (Himmershøj) i det nordlige Angel i Sydslesvig. Administrativt hører området under Ves Kommune i Slesvig-Flensborg kreds i den nordtyske delstat Slesvig-Holsten. I kirkelig henseende hører Vesris under Munkbrarup Sogn. Sognet lå i Munkbrarup Herred (Husby Herred, Flensborg Amt), da Slesvig var dansk indtil 1864.
Vesris er første gang nævnt 1660. Efterleddet -ris betegner en kratskov eller småskov. Skoven og bebyggelsen er blandt andet optaget i generalstabens topografiske kort over Slesvig fra 1858. I 1837 nævnes her fire kådnersteder (husmandssted) og skovfogedens gård. I 1871 kom området under Oksbøl, i 1959 under Ves Kommune. I årene efter anden verdenskrig, som var præget af ressourceknaphed og mangel på brænde, blev mange af skoven træer fældet
Selve skoven har et areal på 85 ha. Skoven er overvejende præget af løvskov. Områdets højeste punkt er på 57,4 m. Ved skovens nordøstlige rand ligger højmosen Bliksmose (på tysk Blixmoor). I nærheden udspringer Tarup Bæk. Skoven er en del af habitatområde Flensborg Fjord-Gelting Birk.